# Äquianharmonisch
In der Mathematik, spezifisch in der Lehre der elliptischen Funktionen, ist der äquianharmonische Fall ein Spezialfall der Weierstraßschen ℘-Funktion, den man mit den Weierstrass-Invarianten {\displaystyle g_{2}=0} und {\displaystyle g_{3}=1} erhält.
Im äquianharmonischen Fall ist die kleinere halbe Periode {\displaystyle \omega _{2}} reell und gleich 
{\displaystyle {\frac {\Gamma ^{3}(1/3)}{4\pi }}},
wobei {\displaystyle \Gamma } die Gammafunktion ist. Die größere halbe Periode ist
{\displaystyle \omega _{1}={\tfrac {1}{2}}(-1+{\sqrt {3}}\mathrm {i} )\omega _{2}.}
Damit ist das Periodengitter ein reelles Vielfache des Gitters der Eisenstein-Zahlen.
Die Konstanten {\displaystyle e_{1}=\wp \left({\frac {\omega _{1}}{2}}\right),e_{2}=\wp \left({\frac {\omega _{2}}{2}}\right),e_{3}=\wp \left({\frac {\omega _{1}+\omega _{2}}{2}}\right)} sind gegeben durch:
{\displaystyle e_{1}=4^{-1/3}e^{(2/3)\pi \mathrm {i} },\qquad e_{2}=4^{-1/3},\qquad e_{3}=4^{-1/3}e^{-(2/3)\pi \mathrm {i} }.}
Die Fälle {\displaystyle g_{2}=0,g_{3}=a} können durch eine Skalierungs-Transformation bearbeitet werden.